# Trígono femoral
O trígono femoral (de Scarpa) é uma região anatômica na porção súpero-anterior da coxa humana. O trígono aparece como uma depressão triangular abaixo do ligamento inguinal quando a coxa é fletida, abduzida e girada lateralmente.
O trígono femoral é limitado por:
- ligamento inguinal (superiormente)
- músculo sartório (lateralmente)
- músculo adutor longo (medialmente)

É importante devido ao grande número de estruturas vitais que passam por ali, logo abaixo da pele - mais notavelmente:
- nervo femoral e seus ramos
- bainha femoral e seus conteúdos
- artéria femoral e diversos de seus ramos
- veia femoral e suas tributárias proximais, como as veias safena magna e femoral profunda

Como o triângulo femoral proporciona acesso fácil a uma artéria importante, a angioplastia coronária é freqüentemente realizada através da artéria femoral no trígono femoral. Nos primeiros socorros, o sangramento em excesso na perna pode ser estancado ao aplicar pressão em pontos do trígono femoral.

## Imagens adicionais

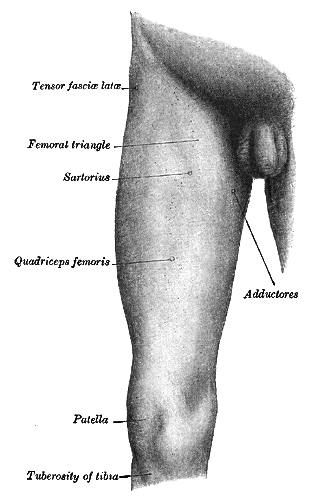
Aspecto medial e frontal da coxa direita.